# The Irish in Us
The Irish in Us (bra: Filhinho da Mamãe) é um filme estadunidense de 1935, do gênero comédia, dirigido por Lloyd Bacon, e estrelado por James Cagney, Pat O'Brien e Olivia de Havilland. O roteiro de Earl Baldwin foi baseado em uma história de Frank Orsatti, e foca em uma família irlandesa composta por mãe e três filhos: um policial, um bombeiro e um promotor de boxe.

## Sinopse
Em Manhattan, o policial Pat O'Hara (Pat O'Brien) quer que seu irmão promotor de boxe, Danny (James Cagney), consiga um emprego mais confiável, a fim de sustentar sua mãe depois que Pat se casar com sua namorada Lucille Jackson (Olivia de Havilland). Quando Lucille conhece o carismático Danny, ela imediatamente se apaixona por ele – o que complica as coisas, para dizer o mínimo. Quando o lutador Hammerschlog (Allen Jenkins) fica com medo pouco antes de uma luta de boxe beneficente lotada, Danny não tem escolha a não ser entrar no ringue.

## Elenco
- James Cagney como Danny O'Hara
- Pat O'Brien como Pat O'Hara
- Olivia de Havilland como Lucille Jackson
- Frank McHugh como Mike O'Hara
- Allen Jenkins como Carbarn Hammerschlog
- Mary Gordon como Ma O'Hara
- J. Farrell MacDonald como Capitão Jackson
- Thomas Jackson como Doc Mullins
- Harvey Perry como Joe Delancy

## Recepção

### Bilheteria
De acordo com os registros da Warner Bros., o filme arrecadou US$ 894.000 nacionalmente e US$ 443.000 no exterior, totalizando US$ 1.337.000 mundialmente. O retorno lucrativo da produção foi de US$ 1.099.000.